# Theodore V. Buttrey Jr.
Theodore Vern Buttrey Jr. (Havre, Montana, 29 dicembre 1929 – 9 gennaio 2018) è stato un educatore, numismatico e storico statunitense.
È forse più noto per la sua attività nello scoprire e illustrare uno schema per distribuire delle false barre d'oro della Western American.

## Biografia
Buttrey è figlio di Theodore V. Buttrey Sr. e Ruth Jeanette (Scoutt) Buttrey e nipote di Frank A. Buttrey, il fondatore della Buttrey Food and Drug.  Fu educato alla Peacock Military Academy, poi studiò alla Phillips Exeter Academy dal 1946, e si laureò  magna cum laude negli studi classici alla Princeton University nel 1950. Ottenne il Ph.D. a Princeton nel 1953, e dopo aver ottenuto una Fulbright Scholarship per ulteriori studi a Roma, iniziò la sua carriera accademica alla Yale University nel 1954. Dal primo matrimonio di Buttrey nacquero quattro figli. Dopo il divorzio si sposò nuovamente, ma non nacquero altri figli. Anche questo matrimonio terminò con un divorzio.

## Carriera come professore
Nel 1964 Buttrey entrò nel Classics Department alla University of Michigan. Divenne professore nel 1967, e fu a capo del dipartimento per diversi anni. Dal 1969 al 1971 fu anche direttore del  Kelsey Museum of Archaeology presso la sua università.
Buttrey è stato  Visiting Fellow e membro residente della  Clare Hall, Cambridge University.  Dopo aver terminato la sua  attività nel Michigan, si è trasferito a Cambridge dove è collabora con la facoltà di studi classici.  Ha lavorato come conservatore della monete e medaglie al Fitzwilliam Museum dal 1988 al 1991 a dal 2008 ha il titolo di Honorary Keeper of Ancient Coins.

## Contributi non numismatici
Buttrey è stato il creatore ed editore di Pevensey Press, una casa editoriale particolare indirizzata alla pubblicazione di libri fotografici di città universitarie e campagne inglesi. La società, che comprendeva un fotografo e diversi autori, ha pubblicato oltre venti titoli tra il 1980 e il 1995.
Buttrey ha lavorato con il Television Center dell'University of Michigan dal 1966 al 1980.  Ha scritto e registrato lavori televisivi sull'Iliade (10 episodi di mezz'ora) e l'Odissea (15 episodi di mezz'ora)), Erodoto, Svetonio e i 12 Cesari, e altri e anche su altri temi come le relazioni tra razze e l'arte del disegno. Questi lavori sono stati trasmessi fino a una punta di oltre 75 stazioni televisive.

## Attività numismatica

### Monete antiche greche e romane
Buttrey è stato per molti anni attivo nella ricerca sulle monete dell'antico Mediterraneo. Lui e i suoi collaboratori hanno documentato la monetazione di Sardis, nell'attuale Turchia (e in passato sotto il controllo degli imperi persiano e romano), e, come parte di un progetto a lungo termine della Princeton University, ha anche studiato la monetazione di Morgantina, in Sicilia. È stato coinvolto nella pubblicazione di ritrovamenti numismatici provenienti da numerosi scavi in Gran Bretagna, Italia (Cosa, Roma Palatino, Roma Foro), Libia (Apollonia, Cirene, Euesperide), e Israele.

### Monete del Messico
Durante la sua permanenza da ragazzo alla  Peacock Military Academy a San Antonio, Texas Buttrey per la prima volta venne in contatt con le monete del Messico e se ne interessò. Anche se da adulto la sua attività di studioso fu in altre direzioni, mantenne sempre un interesse per la monetazione messicana. Il suo "Guidebook of Mexican Coins, 1822 to Date" (1969), assieme alla edizioni successive, è considerato un testo fondamentale sull'argomento.

## Barre d'oro false
Anche se la gran parte delle pubblicazioni accademiche di Buttrey riguarda la numismatica antica, fu direttamente coinvolto in una controversia sulle barre d'oro americane (Western American gold bars) che Buttrey descrisse come contraffatte. Ciò seguì un precedente lavoro, apparentemente senza opposizioni, in cui fu in grado di identificare alcune barre messicane come contraffatte in primo luogo catalogando marchi di saggio anacronistici. Questo primo lavoro fu coronato dall'intervento di Buttrey, "False Mexican Colonial Gold Bars" presentato all'International Numismatic Congress del 1973. Nel 1984, l'American Numismatic Society approvò una risoluzione che appoggiava le asserzioni di Buttrey..
La disputa sulle Western American bars è probabilmente l'unica disputa accademica tra numismatici che sia arrivata sulle pagine dei più importanti giornali, tra cui il New York Times. I dubbi di Buttrey sull'autenticità delle barre fu inizialmente esposta dettagliatamente in una conferenza del 1996 talk all'ANS. Erano basati in parte su marchi di zecca e di saggio che affermò fossero incongrui o inconsistenti. Notò anche che molte delle barre in questione non avevano alcuna indicazione di provenienza, non erano mai apparse in cataloghi o altro materiale dell'epoca e che erano presumibilmente state prodotte negli anni 1950.
Buttrey indicò come falsario un venditore di monete, John J. Ford Jr., che aveva messo sul mercato molte delle sue creazioni tramite Stack's LLC, un commerciante di monete di New York. Ford e Stack's sostennero che tutte le barre in questione erano genuine; Ford definì Buttrey un "crackpot" (picchiato).
È certo che Ford and Stack's vendettero diverse barre poste in discussione al collezionista e filantropo Josiah K. Lilly, Jr., presidente di una casa farmaceutica. La rilevante collezione di Lilly di ori e monete, comprese le barre in questione, era stata donata alla Smithsonian Institution dopo la sua morte nel 1966 in cambio di una riduzione multi-milionaria delle tasse sulle sue proprietà.
Nel 1999, Michael Hodder, un consulente della Stack's, tentò di confutare le affermazioni espresse da Buttrey nel suo intervento del 1996 alla ANS. Nell'agosto di quell'anno Buttrey e Hodder parlarono assieme in un convegno dell'American Numismatic Association, in un incontro citato dai numismatici come "The Great Debate." Dopo il dibattito, Ford, assieme a Harvey Stack della Stack's, citò in giudizio Buttrey per una causa da 5 milioni di dollari per diffamazione alla corte distrettuale federale a New York. La causa alla fine fu respinta. Buttrey dimostrò l'evidenza di ciò che aveva definito frode all'ufficio del Attorney General dello Stato di New York, ma non ci furono effetti penali contro Ford o Stack's. Anche se elementi della collezione Lilly continuarono a essere esposti alla Smithsonian, le barre d'oro in questione sono state rimosse.

## Riconoscimenti
Nel 1983 gli è stata conferita la medaglia della Royal Numismatic Society. È stato anche presidente della stessa società negli anni 1989-1993.
Nel 1996 l'American Numismatic Society gli ha conferito la Archer M. Huntington Medal e nel 2010 ha ricevuto la medaglia della Norsk Numismatisk Forening, la Società numismatica norvegese. Nel 2009 Buttrey è stato eletto membro d'onore dell'International Numismatics Committee. 
È membro corrispondente della Regia accademia danese di scienze e lettere. Nel 2011 l'"Institut für Numismatik und Geldgeschichte" dell'Università di Vienna l'ha premiato con la medaglia Wolfgang Hahn .

## Pubblicazioni
Alcune delle sue pubblicazioni:
- Buttrey, T.V., "The Triumviral Portrait Gold of the Quattuorviri Monetales of 42 B.C." (New York: American Numismatic Society monograph 137, 1956)
- Buttrey, T.V., "Coinage of the Americas" (1972)
- Buttrey, T.V. & Moevs, M.T., "Cosa: The Coins and Italo-Megarian Ware at Cosa" (Roma: American Academy in Rome, 1980).
- Buttrey, T.V., Johnston, A., Mackenzie, K.M. & Bates, M.L., "Greek, Roman and Islamic Coins from Sardis" (Cambridge, MA: Harvard University Press, 1982)
- Buttrey, T.V., Holloway, R.R., Erim, K.T., Groves, T.D., "Morgantina Studies : The Coins, Volume II" (Princeton, NJ: Princeton University Press, 1989)
- Buttrey, T.V. (prime edizioni); Hubbard, C. & Buttrey, T.V. (edizioni successivi), "Guidebook of Mexican Coins, 1822 to Date," VI° Edition, 1992